# Mainville-Joseph Soulouque
Mainville-Joseph Soulouque (Anse-à-Veau, 21 de agosto de 1830 – Porto Príncipe, 7 de janeiro de 1875), foi Príncipe Imperial do Haiti, sobrinho do imperador Faustino I. Durante o Segundo Império do Haiti (1849-1859), foi designado herdeiro do trono, com o título e o status de príncipe imperial. Sua vida familiar e política revelam uma intrincada rede de alianças dinásticas, cuidadosamente planejadas pelo imperador para assegurar a continuidade de sua linhagem.

## Nascimento e filiação
Mainville-Joseph nasceu em 21 de agosto de 1830, na comuna de Anse-à-Veau, no departamento de Nippes, no período da Unificação de Hispaniola. Filho de Jean-Joseph Soulouque (irmão do imperador Faustino I), duque de Port-de-Paix, e da princesa Célestine Dessalines, filha do imperador Jacques I.

## Príncipe herdeiro
Com a morte prematura de Augustin Soulouque (1824–1849), único filho varão legítimo do imperador Faustino I, o soberano adotou seu sobrinho Mainville-Joseph como filho e o proclamou herdeiro presuntivo do trono haitiano. Nessa condição, recebeu o tratamento de Sua Alteza Imperial, bem como os títulos de Príncipe de sangue e Duque de Fort-Royal (Forte Liberdade). Além das honrarias nobiliárquicas, foi também agraciado com o posto de marechal de campo, o que consolidou sua posição tanto no seio da família imperial quanto na alta hierarquia militar do Império.

## Controvérsia matrimonial
Registros históricos indicam que o príncipe Mainville-Joseph Soulouque contraiu casamento em 3 de agosto de 1853 com Isabelle-Charlotte Salnave (1833–1890), dama de alta posição social. Dessa união nasceram três filhos: Marie-Adélina Soulouque (1855–1872), Jean-Jacques Faustin Soulouque (1856–1856) e Marie-Françoise Soulouque (1858–1858), todos falecidos ainda em tenra idade, deixando o casal sem descendência direta.[carece de fontes?]
Posteriormente, Mainville-Joseph teria contraído núpcias com sua prima, a princesa imperial Olive Soulouque (1842–1883), em 26 de dezembro de 1856. Dessa união nasceram Joseph Soulouque (1858–1922), que se tornou o legítimo sucessor da Casa Imperial, além de Maria Soulouque e Faustin-Joseph Soulouque.
Essa cronologia sugere uma possível relação sobreposta ou até mesmo bigâmica, ainda que tolerada à época. O fato de Marie-Françoise, filha de Isabelle-Charlotte, e Joseph, filho de Olive, terem nascido no mesmo ano de 1858 reforça a hipótese de uma dupla relação conjugal. O casamento de Mainville-Joseph com Olive foi considerado essencialmente dinástico, não havendo registro de anulação formal da união anterior.

## Ensaio histórico: estratégia dinástica de Faustino I
Durante o curto Segundo Império do Haiti (1849-1859), o imperador Faustino I demonstrou um claro esforço para consolidar a legitimidade e continuidade da dinastia Soulouque. Sem filhos homens legítimos, sua estratégia dinástica baseou-se em uma construção de alianças familiares que garantissem a sobrevivência simbólica e sanguínea de sua linhagem. É nesse contexto que se compreende o papel central de seu sobrinho e filho adotivo, Mainville-Joseph Soulouque, e da princesa Geneviève Olive Soulouque (nome de nascimento), filha legítima do imperador.

## O nascimento de Joseph Soulouque
O nascimento de Joseph Soulouque representou a fusão do sangue imperial pela linha materna, através da filha legítima do imperador, com a legitimidade dinástica paterna, por meio do príncipe herdeiro. Com a morte precoce dos outros varões da Casa de Soulouque, a chegada de Joseph assumiu uma importância especial para a sucessão imperial.
Em meio às tensões políticas e sociais do Haiti na década de 1850, o nascimento de um herdeiro masculino era visto como um reforço ao projeto monárquico de Faustino I, simbolizando a continuidade de sua dinastia. Muito possivelmente, Joseph foi considerado o elo entre o presente e o futuro da monarquia haitiana.

## Ensaio histórico: a marginalização de Isabelle-Charlotte Salnave
O casamento de Mainville-Joseph com Isabelle-Charlotte, possuía relevância política e social, já que Isabelle pertencia a uma respeitável família haitiana. No entanto, a morte precoce de seus três filhos deixou o casal sem descendência viva, diminuindo seu papel dinástico.[carece de fontes?]
O nascimento de Joseph Soulouque, fruto do segundo casamento de Mainville-Joseph, reforçou ainda mais a posição de Olive na corte, em detrimento de Isabelle-Charlotte. Esta parece ter sido gradualmente afastada da vida pública, perdendo importância cerimonial e política após 1858.[carece de fontes?]
Na ausência de registros que indiquem um divórcio formal entre Mainville e Isabelle, é possível que o casamento tenha sido mantido apenas de forma pública, mas abandonado intimamente e politicamente, de modo que Olive assumisse o protagonismo como mãe do herdeiro e membro direto da Casa Imperial.

## Casamentos e descendência
O príncipe Mainville-Joseph Soulouque (1830–1875), sobrinho, genro e filho adotivo do imperador Faustino I, teve uma vida matrimonial marcada por alianças políticas e dinásticas.[carece de fontes?]
Seu primeiro casamento ocorreu em 3 de agosto de 1853, com Isabelle-Charlotte Salnave (1833–1890),[carece de fontes?] irmã do futuro presidente Sylvain Salnave. Dessa união nasceram três filhos:
- Marie-Adélina Soulouque (1855–1872),
- Jean-Jacques Faustin Soulouque (1856–1856),
- Marie-Françoise Soulouque (1858–1858), todos falecidos em tenra idade e sem descendência.

A morte prematura dos varões da Casa de Soulouque, muito possivelmente, levou Faustino I a considerar a sucessão imperial ameaçada. Para fortalecer a dinastia, o imperador promoveu um arranjo matrimonial entre sua filha legítima, a princesa Olive Soulouque (1842–1883), e Mainville-Joseph. O casamento foi celebrado em 26 de dezembro de 1856, resultando no nascimento de:
- Joseph Soulouque (1858–1922), sucessor e tronco da atual linha da família,
- Maria Soulouque, (dados biográficos limitados),
- Faustin-Joseph Soulouque (dados biográficos limitados).

## Revolução e abdicação
Em 1858, o general Fabre Geffrard, duque de Tabarre e antigo aliado de confiança do imperador, iniciou uma revolta armada contra o regime. No final de dezembro, suas forças derrotaram o exército imperial e conquistaram grande parte do território haitiano.
Na noite de 20 de dezembro, Geffrard deixou Porto Príncipe em um pequeno barco, acompanhado de seu filho e dos fiéis Ernest Roumain e Jean-Bart. Dois dias depois, chegou a Gonaïves, onde foi proclamada a insurreição republicana, restabelecendo-se a Constituição de 1846. Em 23 de dezembro, o comitê departamental local aboliu oficialmente o Império do Haiti e ordenou a prisão de diversos membros da família imperial. Rapidamente, Cabo Haitiano e todo o departamento de Artibonita aderiram à causa republicana.
Os combates se intensificaram durante os últimos dias de dezembro e início de janeiro, deixando o país profundamente fragilizado. Embora desgastadas e constantemente derrotadas, as tropas imperiais ainda resistiram à ofensiva revolucionária. No entanto, em 15 de janeiro de 1859, o palácio imperial foi cercado e tomado, levando o imperador Faustino I a abdicar no mesmo dia.
Sem apoio da legação francesa, o monarca recebeu asilo em um navio de guerra britânico, partindo para o exílio na Jamaica em 22 de janeiro de 1859, onde se estabeleceu em Kingston. Pouco depois, o general Geffrard foi eleito presidente da República. Parte da família imperial permaneceu na Jamaica, enquanto outros membros migraram para a França, fixando-se em Paris.

## Exílio e separação
Após o exílio da família imperial em 1859, a união entre Mainville e Olive não perdurou. Menos de cinco anos após o casamento, em 23 de julho de 1861, já em Kingston, Olive contraiu novas núpcias com Pierre-Joseph Théodore de Vil-Lubin (1839–1881), conde de Pétion-Ville, com quem teve um filho, Faustin-Elvérius de Vil-Lubin (1865–1877).[carece de fontes?]
A união entre Mainville e Olive, e o nascimento de Joseph Soulouque, representaram um dos episódios mais claramente arquitetados do ponto de vista dinástico na história haitiana. Faustino I parece ter agido com intencionalidade e cálculo político, ao garantir que seu sangue e sua dinastia sobrevivessem por meio de um neto dotado de legitimidade imperial.
O afastamento posterior de Isabelle-Charlotte Salnave e o colapso da estrutura familiar após o exílio do imperador demonstram, contudo, os limites dessas estratégias dinásticas em tempos de profunda instabilidade política e institucional.

## Retorno ao Haiti e falecimento
Após a queda de Geffrard, o novo presidente Sylvain Salnave autorizou o retorno da família imperial ao Haiti. O imperador deposto Faustino I faleceu em 6 de agosto de 1867, na comuna de Petit-Goâve, aos 84 anos.[carece de fontes?]
Com a morte do ex-imperador, Mainville-Joseph assumiu a chefia da Casa Imperial do Haiti, adotando o nome real de “Joseph I”. Após a derrubada de Sylvain Salnave em 19 de dezembro de 1869, Mainville-Joseph tornou-se líder do partido imperialista, chegando a participar das eleições senatoriais de 1872 e se envolvendo em algumas tentativas de restauração da monarquia, todas sem sucesso.
Mainville-Joseph faleceu em 1875, na capital haitiana, aos 44 anos. Com sua morte, a chefia da família passou para seu filho, Joseph Soulouque (1858–1922), que assumiu o título de “Joseph II”.[carece de fontes?]

## Legado
A linhagem imperial da Casa de Soulouque prosseguiu através dos descendentes diretos de Mainville-Joseph Soulouque (Joseph I), mantendo viva a memória do Segundo Império do Haiti, mesmo após o exílio e a queda da monarquia.

### Joseph Soulouque (Joseph II) (1858–1922)
Filho mais velho do príncipe Mainville-Joseph e da princesa Olive Soulouque, nasceu em 17 de julho de 1858. Exilado com sua família durante a infância, retornou ao Haiti após a posse de Sylvain Salnave. Assumiu a chefia da família em 1875, com o título de “Joseph II”. Durante a presidência de Lysius Salomon, tentou implementar um modelo de monarquia parlamentar, conhecido como souluquismo moderado. Foi exilado várias vezes, vivendo em Curaçau e retornando brevemente ao Haiti, até falecer na República Dominicana em 9 de dezembro de 1922, aos 64 anos.

### Joseph-Faustin Soulouque (Joseph III) (1882–1956)
Nascido em 28 de maio de 1882, em Porto Príncipe, era filho de Joseph Soulouque. Em 1888, foi exilado com sua família. Cresceu no exílio, mas retornou ao Haiti entre 1902 e 1908. Assumiu como Joseph III após a morte do pai, em 1922. Retornou ao Haiti após a revogação da lei de exílio em 1934 pelo presidente Sténio Vincent. Embora impedido de atuar politicamente, teve alguns bens devolvidos. Faleceu em 12 de março de 1956, em Porto Príncipe.

### Jean-Jacques Soulouque (Jacques II) (1906–1996)
Filho de Joseph-Faustin Soulouque, nasceu em 1º de novembro de 1906, em Jacmel. Foi herdeiro aparente como Príncipe Imperial e assumiu a chefia da Casa como Jacques II em 1956. Durante a ditadura de François Duvalier, exilou-se nos Estados Unidos e depois em Paris. Retornou ao Haiti em 1987, falecendo em Léogâne, em 24 de agosto de 1996.

### Faustin-André Soulouque (Faustino II) (1939– )
Nascido em 9 de maio de 1939, em Porto Príncipe, é filho de Jean-Jacques Soulouque. Viveu no exílio com sua família de 1957 a 1987. Desde a morte de seu pai, em 1996, tornou-se o chefe da Casa Imperial com o nome de “Faustino II”. Embora impedido de exercer cargos públicos, mantém presença como figura histórica e defensora de causas ligadas aos direitos humanos.

### Thierry Jean-Baptiste Soulouque (Thierry I) (1971– )[20]
Nascido em 11 de julho de 1971, em Paris, é filho e herdeiro de Faustin-André Soulouque. Retornou ao Haiti em 1987, adquirindo nacionalidade haitiana. Detentor de títulos históricos como Sua Alteza Imperial, Conde de Léogane e de Pétion-Ville, Barão de Jean-Baptiste e Cavaleiro do Haiti. É o atual pretendente ao trono da Casa de Soulouque, representando a quinta geração de descendentes de Mainville-Joseph e a sexta por linha paterna de Faustino I.